# Distribuição comercial
No contrato de distribuição comercial, concessão comercial ou de concessão mercantil, o distribuidor se compromete a, exercendo atividade jurídica e econômica independente, realizar continuamente, em nome próprio, compras de produtos do concedente (fabricante) para revendê-los a terceiros-adquirentes. São características fundamentais desse contrato o controle externo praticado pelo concedente, a independência jurídica e econômica das partes; e a continuidade das compras para revenda. No entanto, há autores que consideram essas características não-essenciais na definição do contrato. Em relação ao controle externo, sua presença pode ser atestada também em outros contratos com a função de intermediação. Já a independência econômica torna-se bastante relativa caso se leve em conta que as partes ficam presas uma à outra em relação aos produtos do concedente, seu esquema de produção, suas marca e patente e outros elementos que porventura façam parte do contrato. Uma definição importante, bastante referida nos manuais sobre o assunto, é a de um autor francês, Champaud. Segundo este, a distribuição poderia ser definida como: “um contrato pelo qual um comerciante, chamado concessionário, põe a sua empresa de distribuição a serviço de um comerciante ou industrial, chamado concedente, para assegurar, com exclusividade, em um território demarcado, durante um período determinado de tempo e sob a supervisão do concedente, a distribuição dos produtos, cujo monopólio de revenda lhe foi concedido”.
O contrato de concessão comercial está intimamente ligado à distribuição através de contratos de compra e venda. O objeto nuclear do contrato é formar outros contratos, que o concedente e o concessionário se obrigam a celebrar. É contrato unitário, mas, em certo sentido, preliminar. Encaixa-se bem no conceito de contrato-quadro, ou contrato normativo, já que seu conteúdo abrange a previsão das cláusulas essenciais dos sucessivos contratos de compra e venda que o concedente e o concessionário se obrigam a realizar, isto é, os contratos de compra e venda. De fato, o contrato de distribuição nasceu inicialmente marcado pela característica da exclusividade. Este traço, todavia, passou a ser relativizado por efeito do constrangimento das leis de concorrência. Nos últimos anos, aponta-se que sua utilização diminuiu em relação à ampliação do contrato de franquia.
No direito brasileiro, o contrato de distribuição é contrato atípico. Mas a ausência é exclusivamente de uma disciplina geral, pois há a lei 6.729/79 (Lei Ferrari), que cuida especificamente da distribuição que ocorre no mercado de automóveis.

## Modalidades

### Distribuição indireta
A distribuição indireta é realizada por pessoas ou empresas distintas do produtor. O termo tem sido tradicionalmente utilizado para designar a atuação juridicamente autônoma, com integração vertical estável em uma rede de distribuição, que, por sua vez, tende a gerar situações de dependência econômica mais ou menos acentuadas. Além disso, as cláusulas contratuais costumam ser de adesão, havendo pouco poder de barganha da parte do distribuidor.
Nesta categoria de distribuição indireta, costumam-se identificar três espécies contratuais distintas: os contratos de agência, franquia e concessão comercial. Este último também é chamado de distribuição em sentido estrito. Todos desempenham função econômico-social de cooperação, tendo em vista que ambos os contraentes têm como objetivo típico a realização do fim comum de desenvolvimento de um respectivo volume de negócios.

## Elementos distintivos
Em primeiro lugar, é preciso distinguir o contrato de distribuição comercial da figura do contrato de distribuição que está regulada no art. 710, Código Civil. Este artigo, que está dentro do contrato de agência, reza que haverá distribuição “(...) quando o agente tiver à sua disposição a coisa a ser negociada”. Neste caso, porém, a distribuição é uma mera modalidade do contrato de agência, e não pode ser confundida com o verdadeiro contrato de distribuição comercial. Para distinguir ambos, a doutrina tem preferido dizer que o Código Civil regula o contrato de distribuição indireta, ao passo que a figura comercial – tratada aqui – é a distribuição direta.
A distinção entre ambos é definida da seguinte forma na doutrina: “[o] contrato de distribuição direta ocorre quando a coisa fabricada pelo distribuidor é transferida ao cliente de modo direto. Não há a atividade de um intermediador. O objeto é transferido da empresa diretamente ao cliente. Em contrapartida, no contrato de distribuição indireta isso não acontece, porque há divisão do trabalho quanto à entrega da coisa ao cliente. A empresa confecciona o bem, mas a atividade de captação de clientela e comercialização é realizada por outra empresa. Concebidos desse modo e nele inscritos encontram-se os contratos de concessão comercial e franquia”. A distribuição indireta é, portanto, mero subtipo do contrato de agência, em que há outorga de poderes para que o agente, estando na posse da coisa a ser transmitida, realize, à conta e em nome do agente, o adimplemento do contrato. Paula Forgioni prefere chamar tal contrato de contrato de agência-distribuição.
Em relação ao agente, a diferença principal está em que o agente age em nome e por conta o principal, ao passo que o concessionário age por sua conta e risco. O contrato de agência abrange um conjunto de contratos que o agente prepara ou celebra por conta do principal, ao passo que o contrato de concessão comercial abrange conjuntos contratuais diferenciados, que estão localizados em dois níveis distintos da cadeia distributiva: de um lado, os  contratos de compra-e-venda realizados entre concedente e concessionário; por outro, os contratos de compra-e-venda (revenda) realizados entre concessionário e terceiro adquirente.
Paula Forgioni, por sua vez, utiliza os seguintes critérios para distinguir o contrato de distribuição de outros tipos contratuais:
- Representação comercial: o distribuidor adquire os bens em nome próprio, que são faturados em seu próprio nome. Com a revenda posterior, seu proveito econômico é a diferença entre o preço de aquisição e o de venda ao adquirente. Já na representação, a venda é diretamente realizada pelo fornecedor aos adquirente, ao passo que a remuneração consiste na comissão previamente ajustada.[2]
- Contrato de sociedade: inexiste affectio societatis entre fornecedor e distribuidor. Cada um dos agentes econômicos poderá auferir lucro de sua própria atividade econômica independentemente. A vantagem de cada participante reflete diretamente na sua economia individual, e não na consecução de um lucro a ser distribuído entre os que têm parte no contrato. Além disso, o contrato de distribuição é bilateral (e não plurilateral).[2]
- Contrato de fornecimento: em geral, contratos de fornecimento têm por objeto matérias-primas que serão posteriormente processadas pelo adquirente no processo de produção, ao passo que os contratos de distribuição normalmente tratam com bens de capital ou de consumo, que necessitam de distribuição capilarizada. A função econômica é distinta: o contrato de distribuição tem por fim a colocação do bem junto ao público adquirente, ao passo que o de fornecimento tem por efeito ligar o produtor da matéria-primeira ou do insumo ao industrial. No contrato de fornecimento, a partes se obrigam à aquisição periódica de determinados bens, ao passo que, no contrato de distribuição, os deveres são muito mais amplos.[2]
- Contrato de franquia: por mais que a função econômico-social de ambos os contratos coincida, o contrato de franquia tem sua pedra de toque no uso da marca pelo franqueado, além da prestação de serviços de organização e de métodos de venda pelo franqueador. Na franquia, o próprio franqueador pode ser produtor de bens ou serviços, ao passo que o concessionário-distribuidor seria um mero intermediário entre o concedente e o adquirente. Além disso, o contrato de franquia tem tipificação legal no Brasil, diferentemente do que ocorre na distribuição (cf. Lei 8.955, art. 2).[2]
- Comissão mercantil: o comissário negocia com terceiro, em nome próprio, embora venda ou compre uma mercadoria que não é sua. Assim, os proventos que derivam do contrato que o comissário estabelece com terceiro pertencem ao comitente, e não ao comissário. É distinto do que ocorre na distribuição, pois nesta há atuação por conta do próprio distribuidor.[2]
- Contrato estimatório: na distribuição, o distribuidor adquire o bem para posterior revenda, ao passo que, na consignação, a propriedade do bem passa diretamente do consignante para o terceiro adquirente. Assim, diferentemente do distribuidor, o consignatário vende mercadoria que não lhe pertence. Não há, para o distribuidor, a faculdade atribuída ao consignatário de poder restituir ao consignante as coisas que não vender.[2]

## Natureza jurídica

### Inexistência de formalidade
O contrato de distribuição forma-se pelo mero consenso entre as partes a respeito de seus elementos essenciais. Nesse sentido, o STJ já admitiu inclusive a contratação do contrato de distribuição por forma verbal: “a existência do contrato de distribuição pode ser provada por qualquer meio previsto em lei”.

### Cláusula de exclusividade
A cláusula de exclusividade, por mais que seja comum no contrato de distribuição, não lhe é essencial. Pode ainda ser unilateral (apenas uma das partes terá exclusividade) ou bilateral (ambas deverão atuar com exclusividade). Assim, quando é bilateral, a cláusula proíbe ao concessionário concorrer com o concedente e, de outro lado, impede o concedente de negociar com terceiros na zona de exclusividade demarcada pelo primeiro. Caso seja unilateral, caberá ao concedente estipular qual a zona geográfica da exclusividade.
No Brasil, a Lei Ferrari não assegurou aos distribuidores de veículos automotores a exclusividade territorial, apesar de ter procurado controlar a concorrência entre eles, possibilitando a demarcação de distâncias mínimas entre os concessionários. Daí se entende por qual razão não se pode considerar a cláusula de exclusividade elemento essencial do contrato de distribuição.

### Contrato-quadro: visão geral
O contrato de distribuição encaixa-se bem no conceito de contrato-quadro ou contrato normativo, pois é um contrato que estabelece as cláusulas essenciais de outros futuros contratos que serão realizados pelas partes. Em geral, as cláusulas-programa indicam, no mínimo, a delimitação dos produtos que serão comercializados, mas podem incluir outras previsões, como as relativas aos prazos de entrega, pagamento e garantia de qualidade dos bens. Não raro, também se estabelecem cotas mínimas de compra. O preço, por sua vez, pode ser pré-fixado, indexado ou referido ao preço que o concedente pratique ao tempo. A propriedade sobre os bens se transfere no adimplemento do contrato de compra e venda (e não pelo de distribuição, que é, em certo sentido, preliminar), a não ser que tenha havido cláusula de reserva da propriedade.
É possível ainda que o contrato de distribuição regule a delimitação do universo de clientes do concessionário com base em zona territorial ou critério pessoal, bem como fixe preços para a revenda. Em ambos os casos, deve-se tomar cuidado com os problemas concorrenciais que daí nascem.
Como forma de assegurar a qualidade e a uniformidade da rede de distribuição, o contrato de concessão comercial pode incluir ainda um conjunto de obrigações relativo à promoção de produtos, métodos de venda, informações técnicas e comerciais a serem prestadas ao concedente, organização da empresa concessionária e serviços pós-venda. É comum, por outro lado, que se atribua ao concedente o poder de controle sobre essas atividades. Mas pode haver também obrigações, como as de informação, assistência técnica, cessão do material promocional e de permissão de usos dos sinais de comércio.

### Contrato relacional
O contrato de distribuição pode ser compreendido como contrato relacional. São características dos contratos relacionais: a extensão no tempo; a disciplina prévia das questões futuras, lançando-se as bases para um futuro comportamento colaborativo; e a certa interdependência entre os contratantes, de forma que os benefícios de um contratante beneficiam também o outro contratante. No entanto, Paula Forgioni demonstra certa cautela na importação dessa figura oriunda do direito americano: “embora a colocação do contrato de distribuição como relacional seja adequada para revelar pontos fundamentais de sua estrutura e do relacionamento entre as partes, não se pode pretender que lhes seja dado um tratamento dissociado do ordenamento jurídico brasileiro, ainda mais no campo do direito empresarial”.

### Concessionário como comerciante
Atualmente, é possível dizer que tanto o fabricante como o distribuidor são empresários, já que exercem profissionalmente atividades econômicas de organização para produção e circulação de riquezas com intuito de lucro. Daí decorre que o contrato de distribuição é tipicamente um contrato empresarial. O fornecedor não é necessariamente o fabricante, podendo ser um industrial ou um intermediário do comércio. Já o adquirente do bem poderá ser um consumidor, tal qual a definição do art. 2, CDC.

### Aquisição para fins de revenda
A grande nota distintiva dos contratos de distribuição está em que a aquisição realizada pelo distribuidor em face do concedente não é para uso próprio: ele adquire o bem e o revende, tirando o seu proveito econômico do eventual lucro auferido. O lucro é auferido de acordo com a diferença que haja no preço da aquisição comparado ao preço da revenda. Assim, o bem, objeto do contrato de distribuição, passa, primeiramente, do patrimônio do concedente para o do distribuidor e, em um segundo momento, do patrimônio do distribuidor para o do adquirente.

### Rede de concessionários
É comum, mas não absolutamente necessário, que haja integração do distribuidor a uma rede de concessionários. Tal operação ocorre sobretudo no sistema de distribuição de automóveis, mas é preciso reconhecer que há situações em que o sistema de distribuição não se integra de tal forma. O melhor exemplo é o do distribuidor único, que inicia a comercialização de um produto estrangeiro no mercado brasileiro: o contrato deve ser considerado de distribuição, posto que não esteja inserido em uma rede.

## Regulação especial

### Distribuição de automóveis (Lei Ferrari)
Apesar de carecer de uma regulamentação genérica típica, o contrato de distribuição dispõe de uma regulação especificamente para o campo da revenda de automóveis. Trata-se da Lei 6.729/79, que regulou a distribuição de veículos automotores de via terrestre.
O objeto do contrato celebrado entre o fabricante e os distribuidores é (a) a comercialização de veículos automotores e componentes fabricados ou fornecidos pelo produtor; (b) a prestação de assistência técnica; (c) o uso gratuito da marca do concedente. O sistema criado pela lei regula a constituição de redes de  distribuidores, autorizando a realização desses acordos verticais especificamente para esse setor da economia. A lei admite a imposição de exclusividade de venda para veículos automotores novos, autorizando também a comercialização de veículos usados de outras marcadas.
O objetivo da disciplina legal, nesse caso, é garantir ao concessionário meios para a recuperação do investimento, em geral elevado, feito na implantação e periódica modernização do estabelecimento de revenda. Originalmente, cada concessionário era titular de uma área demarcada para comercializar os veículos, tendo direito de realizar o lucro potencial do mercado correspondente. Então, caso um consumidor residente nos limites dessa área adquirisse o veículo de outra concessionária, esta última deveria repassar àquela parcela do preço.
Após a reforma da Lei, ocorrida em 1990, ficou estabelecido que o preço a ser praticados pelos distribuidores seria livremente fixado. Isso, por óbvio, fomenta a concorrência entre os concessionários de uma mesma marca, obrigando-os, muitas vezes, a diminuírem a sua margem de lucro. Houve, de certa forma, um ajuste do contrato aos preceitos básicos da economia de mercado. A jurisprudência, por sua vez, já havia atenuado a inflexibilidade da lei ao considerar, por exemplo, que cada concessionário deveria respeitar os limites das áreas demarcadas, abstendo-se de qualquer prática empresarial ativa nos sítios alheios. Por outro lado, dispensava-se lhe a repartição dos valores auferidos com as vendas realizadas aos consumidores residentes fora da respectiva zona.
Para Paula Forgioni, acompanhada pela jurisprudência neste ponto, a Lei Ferrari deve ser interpretada restritivamente. A razão está em que, sendo uma lei concebida especificamente para um determinado setor da economia, a Lei Ferrari admite até mesmo restrições à livre iniciativa e à livre concorrência.